# Арчеговы
Арче́говы (осет. Æрчъеккатæ, тур. Erçek) — осетинская фамилия.

## Происхождение
Происхождение фамилии связано с Даргавским ущельем. Именно здесь появились первые семьи Арчеговых. Во время переселения горцев на равнину представители фамилии обосновались в сёлах Заманкул и Ольгинское. В настоящее время Арчеговы проживают в городах Владикавказ и Беслан, сёлах Заманкул, Ольгинское, Фарн.

## Генеалогия
Арвадалта
Родственной фамилией (осет. æрвадæлтæ) Арчеговых являются Бдтаевы.
Генетическая генеалогия
23andMe — Archegov Marat (1987) — G-FGC705 # T2c1

## Известные носители
- Батырбек Батразович Арчегов (1980) — генеральный директор сельскохозяйственного предприятия ООО "Сады Алании".
- Людмила Арчегова — подполковник полиции, начальник ДНК-лаборатории экспертно-криминалистического центра МВД по РСО-Алания.

Искусство
- Асланбек Романович Арчегов (1938–2010) — заслуженный художник Северной Осетии.
- Оксана Зарахметовна Арчегова — артистка-вокалистка камерного хора «Алания».

Наука
- Инна Борисовна Арчегова (1931–2020) — советский и российский почвовед-агрохимик, доктор биологических наук, профессор.

Спорт
- Александр Январбекович Арчегов (1986) — чемпион России по армспорту в 2004 г.
- Тотраз Борисович Арчегов (1969) — российский борец вольного стиля, мастер спорта России международного класса.